# Lasse Sjørslev
Lasse Sjørslev (født 8. februar 1974 i Næstved) er en dansk journalist og tv-vært.

## Uddannelse
Han har afsluttet journalistuddannelsen med en specialeafhandling om enkeltsagen i politisk journalistik - en analyse af den journalistiske selvforståelse, som han lavede sammen med Martin Aagaard Jensen ved Roskilde Universitet.

## Virke
Lasse Sjørslev blev uddannet journalist i 2002 fra Berlingske Tidende, og var siden ansat som nyhedsjournalist på TV 2/Lorry (2004-2006).
Sjørslev var med til at starte TV 2 News den 1. december 2006 - først som reporter og livereporter. Senere blev han politisk journalist på Christiansborg fra 2007-2012.
Han blev i 2012 nyhedsvært for TV 2 News, blandt andet på Morgenfladen sammen med kollegaen Janni Pedersen.
Siden 2018 har han været på 19-Nyhedene på TV 2. Han vandt TV-prisen i kategorien “Årets Vært” i 2018. Derudover er han vært på det politiske magasin Besserwisserne på TV 2 News.

## Privat
Sjørslev var gift fra 1999-2009 med en kvinde, med hvem han har to børn, Bertram (f. 2001) og Liva (f. 2006).
Sjørslev var i 2009-2016 i et forhold med tv-vært Natasja Crone.
I slutningen af februar 2019 blev det offentliggjort at Sjørslev dannede par med tv-vært Josefine Høgh efter at de havde mødt hinanden gennem mediebranchen. Parret blev forlovet i september i 2019 og de blev gift den 28. december 2019 i Sankt Laurentii Kirke i Kerteminde, med efterfølgende fest på det nærtliggende Lundsgaard Gods. Parret har sammen datteren Molly (f. 2021).